# Açores
Açores ist ein Ort und eine ehemalige Gemeinde (Freguesia) im portugiesischen Kreis Celorico da Beira. Die Gemeinde hatte 352 Einwohner (Stand 30. Juni 2011).
Am 29. September 2013 wurden die Gemeinden Açores und Velosa zur neuen Gemeinde União das Freguesias de Açores e Velosa zusammengeschlossen. Açores ist Sitz dieser neu gebildeten Gemeinde.